# Rosopaella lopada
Rosopaella lopada är en insektsart som beskrevs av Webb 1983. Rosopaella lopada ingår i släktet Rosopaella och familjen dvärgstritar. Inga underarter finns listade i Catalogue of Life.